# Sericoptera intacta
Sericoptera intacta là một loài bướm đêm trong họ Geometridae.